# Bercial
Bercial er en by og kommune i det centrale Spanien i provinsen Segovia. Den har et indbyggertal på 105 (2024) indbyggere.